# Parlerowie

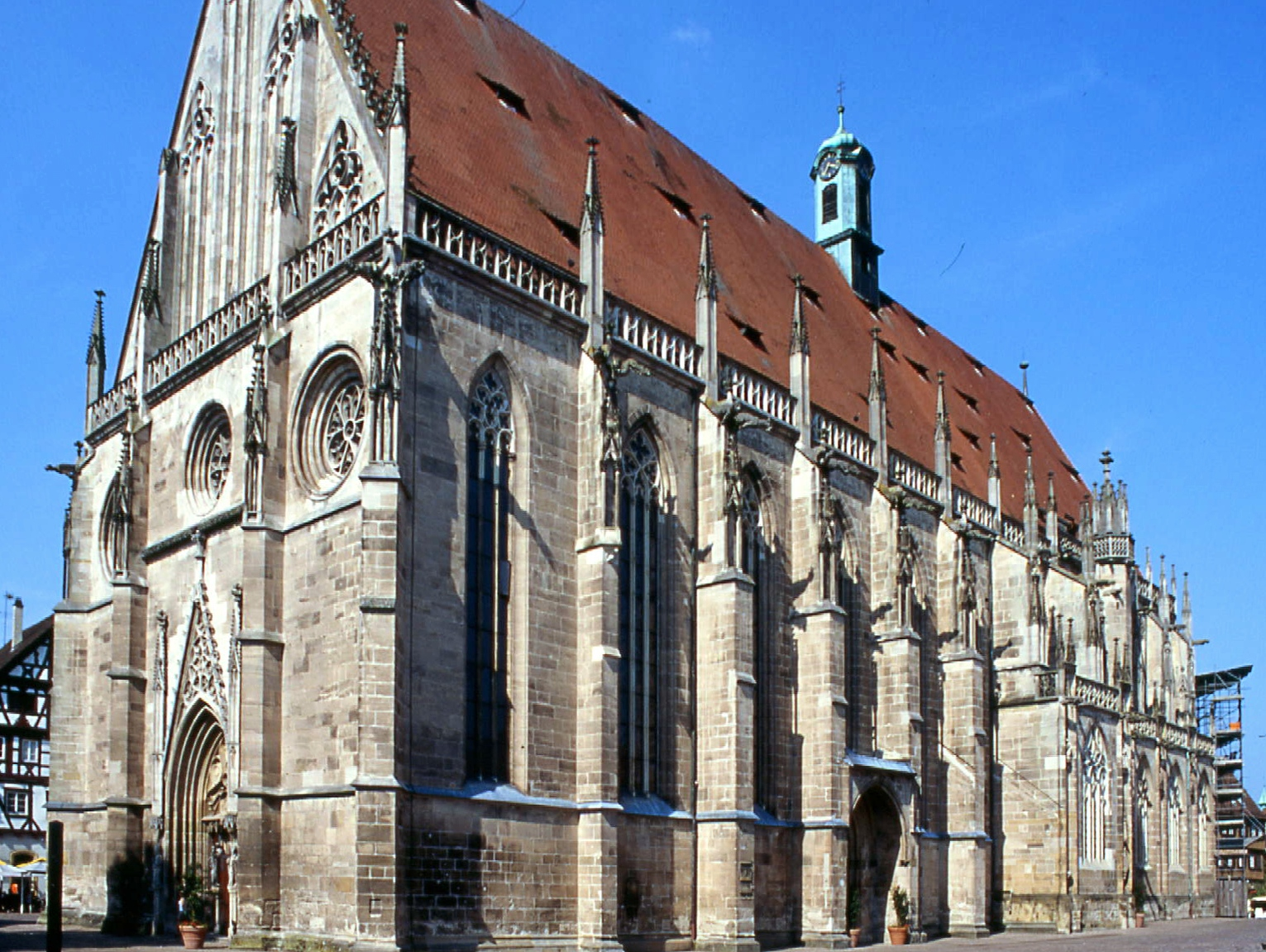
Heinrich Parler: kościół św. Krzyża w Schwäbisch Gmünd

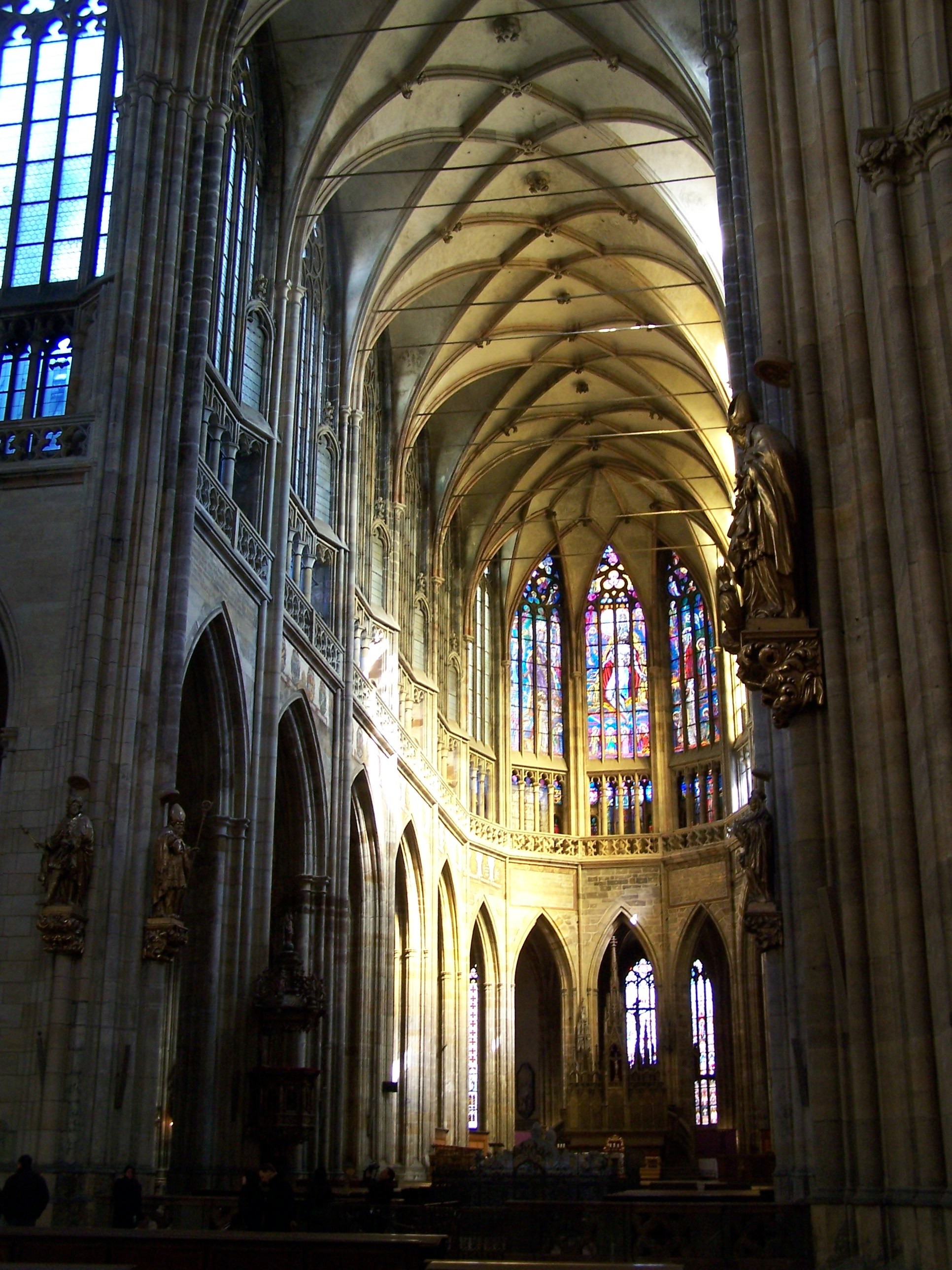
Piotr Parler: wnętrze prezbiterium katedry Św. Wita w Pradze

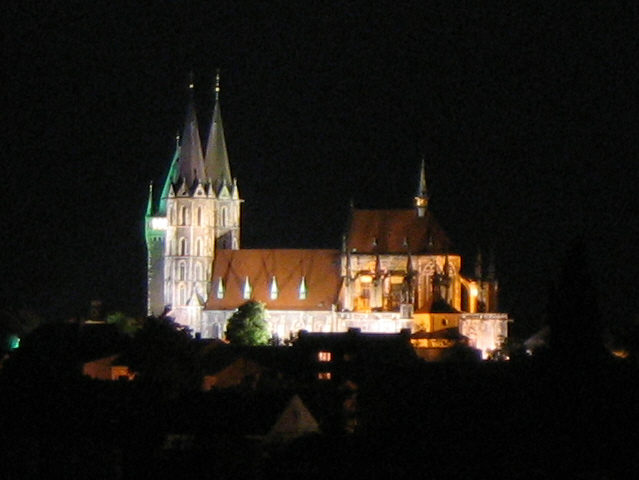
Piotr Parler: kościół św. Bartłomieja w Kolínie

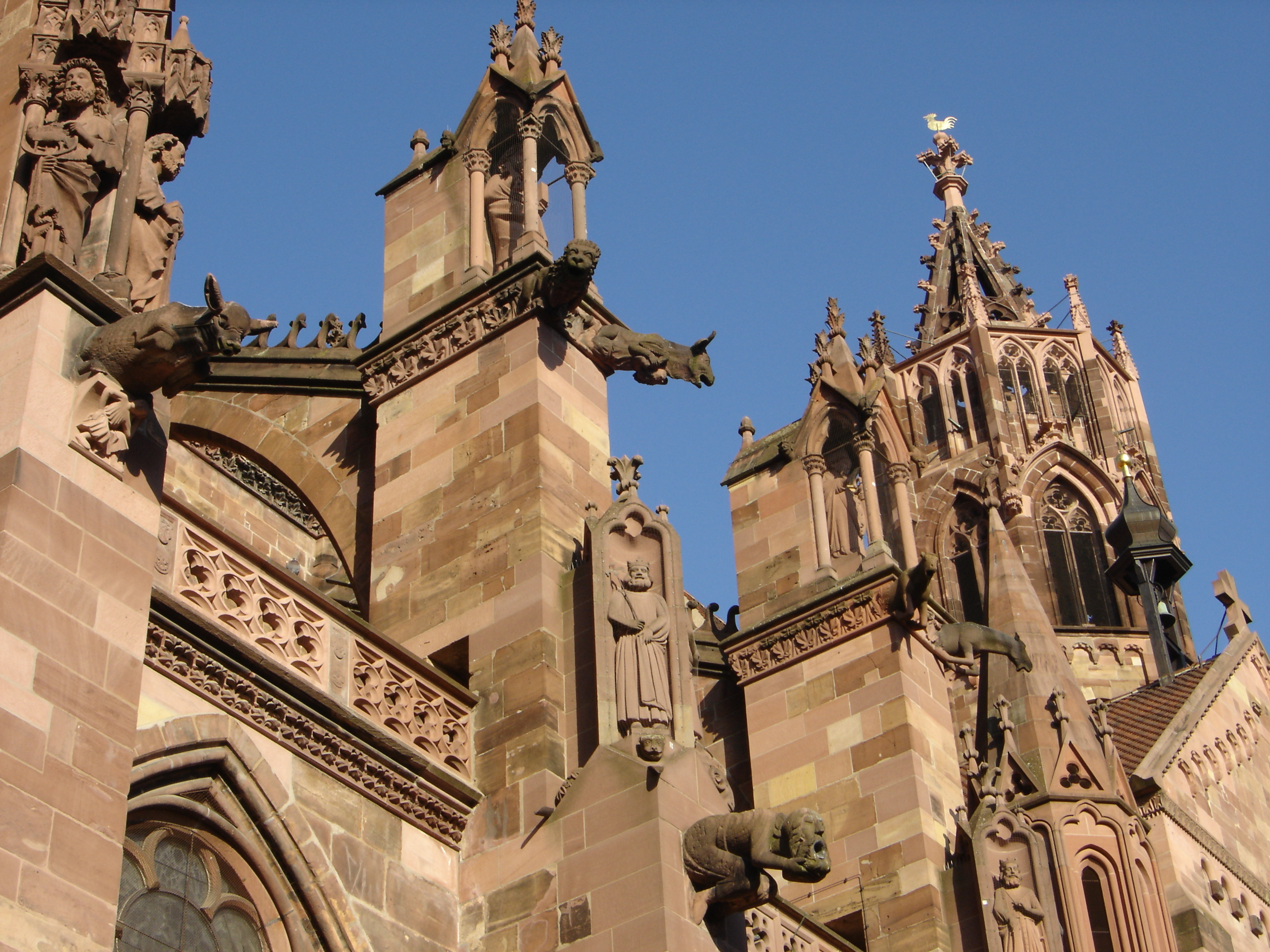
Johannes z Gmünd: fragment elewacji zewnętrznej katedry we Fryburgu Bryzgowijskim

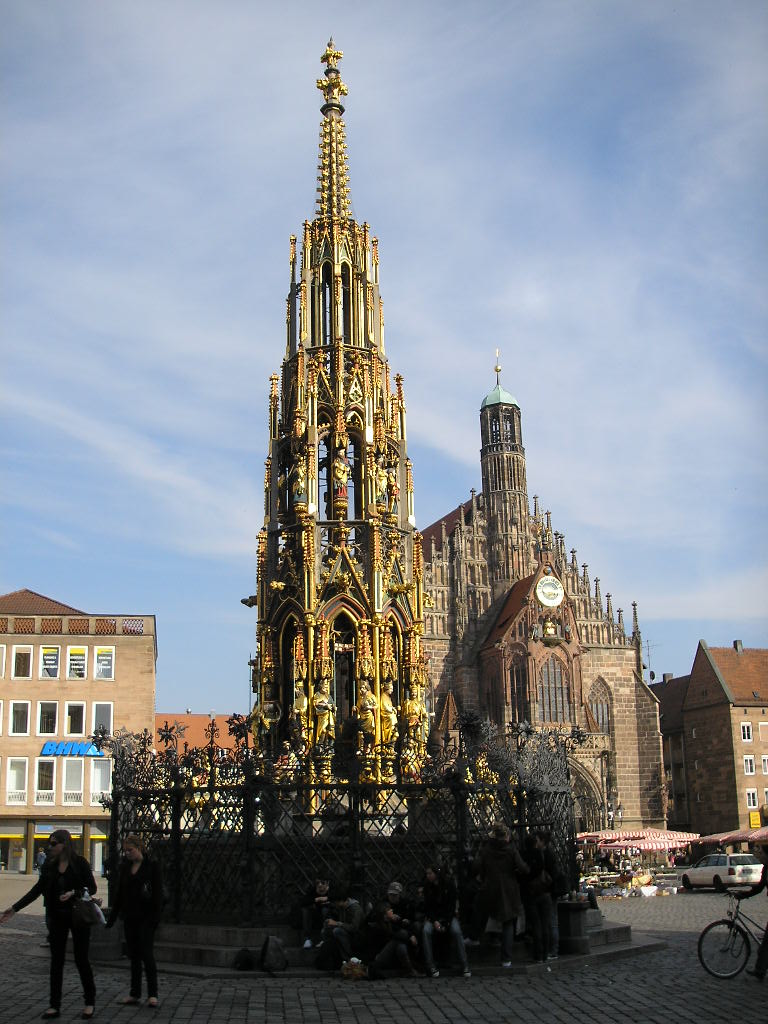
Heinrich Behaim: Schöner Brunnen w Norymberdze

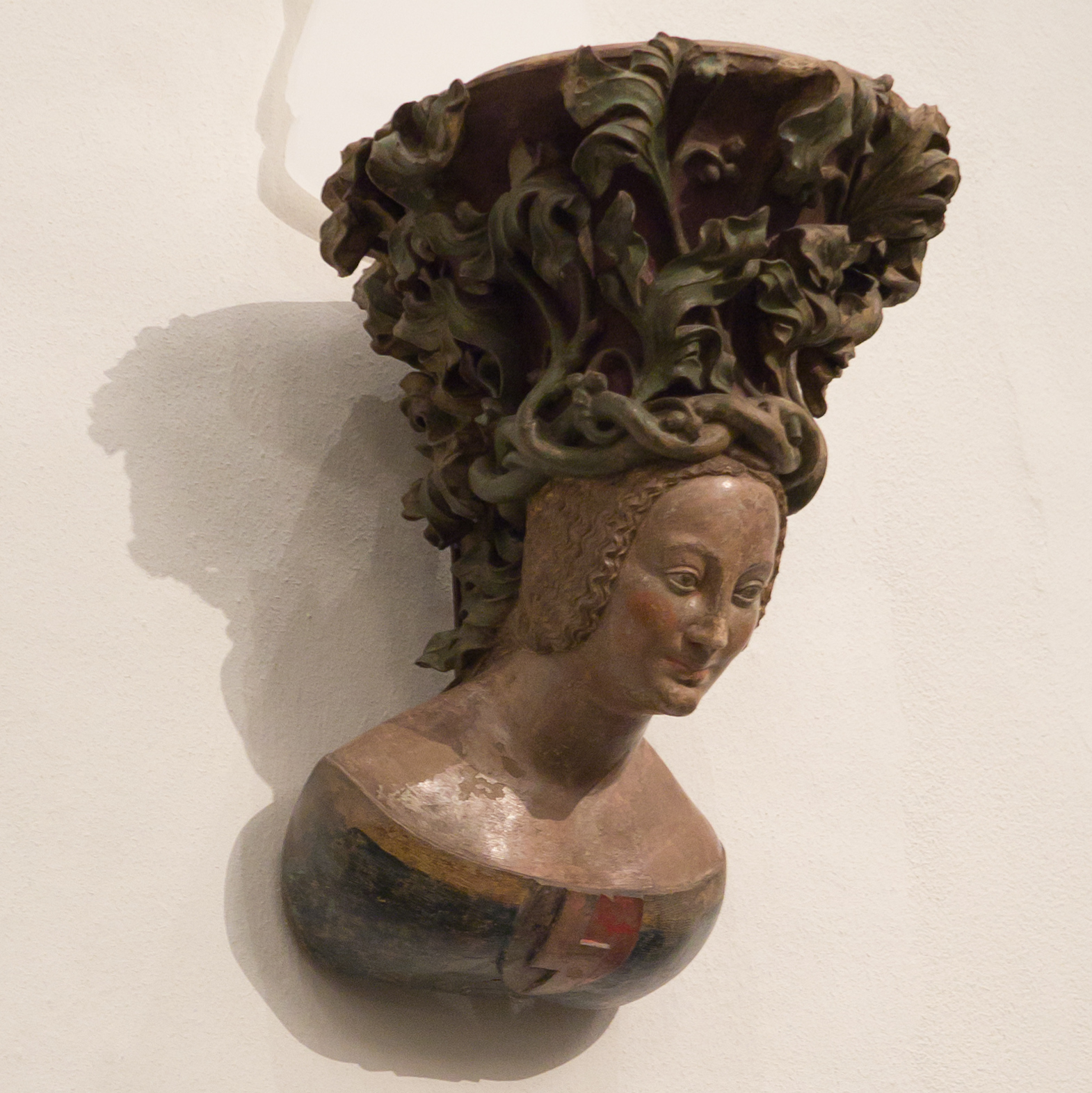
Heinrich von Gmünd: Popiersie młodej kobiety ze znakiem rodu Parlerów, ok. 1390 r. Kolonia, Museum Schnütgen

Parler – nazwisko rodziny średniowiecznych niemieckich kamieniarzy, rzeźbiarzy i muratorów, pochodzącej ze Schwäbisch Gmünd.
Nazwisko, a pierwotnie przydomek, pochodzi od nazwy zawodu parlier (we współczesnym niemieckim Polier) – czyli majster budowlany. Nie używali go jednak wszyscy członkowie rodziny, ale zapewne wszyscy posługiwali się tym samym znakiem kamieniarskim. Działalność członków rodziny jest notowana od połowy XIV wieku. W XIV wieku Parlerowie stworzyli wiele ważnych dzieł gotyckiej sztuki i architektury, która wywarła znaczący wpływ na innych twórców. Najbardziej zasłużonymi członkami rodziny byli Peter Parler i Wenzel (Wacław) Parler.

## Ród Parlerów
- Heinrich Parler, Henryk I (działający od lat 30. XIV do 1371) – pierwszy z Parlerów, główny budowniczy magister operis kościoła św. Krzyża w Schwäbisch Gmünd[1], prawdopodobnie działał on również w Ulm, gdzie rozpoczęto budowę tamtejszej kolegiaty.

### Gałąź praska
- Peter Parler, zw. "z Gmünd" (ur. ok. 1333, zm. 1399) – syn Henryka Parlera[1], budowniczy m.in. katedry św. Wita w Pradze, prezbiterium kościoła św. Bartłomieja w Kolínie, Mostu Karola i rzeźbiarz, autor m.in. nagrobków Przemyślidów oraz cyklu portretów w tryforium praskiej katedry. Znalazły się tam portrety m.in. Karola IV, jego czterech małżonek, syna i cesarza Wacława IV, arcybiskupów praskich, portrety Mateusza z Arras, oraz autoportret Parlera.
- Michael Parler, Michael I (działający ok. 1359-1383) – syn Henryka, kamieniarz w Pradze i Zlatej Korunie.
- Wenzel Parler (ur. ok. 1360, zm. 1404) – syn Petera, budowniczy w Pradze i Wiedniu.
- Johannes Parler – syn Petera[1], budowniczy katedry Św. Wita w Pradze, oraz współtwórca (wraz z ojcem) chóru kościoła Św. Barbary w Kutnej Horze.

### Gałąź górnoreńska
- Johannes z Gmünd – przypuszczalnie syn Henryka[1], budowniczy katedr we Fryburgu Bryzgowijskim i w Bazylei[1].
- Michael z Fryburga, Michael III, zw. „z Gmünd” (zm. 1387/8) – używał gmerku Parlerów, główny budowniczy katedry w Strasburgu[1].
- Heinrich z Gmünd, zw. „z Fryburga” (ur. ok. 1354, zm. po 1387) – używał gmerku Parlerów i przypuszczalnie występował pod nazwiskiem „Parler”; budowniczy na służbie margrabiów Moraw.

### Parlerowie w Norymberdze
Prawdopodobnie bratem Petera był również działający w Norymberdze, Heinrich Behaim, który rozbudował kościół św. Sebalda, dodając do korpusu z XIII wieku monumentalne prezbiterium, na norymberskim rynku wzniósł "Piękną Studnię" (Schöner Brunnen) w kształcie wielobocznej wieży, z licznymi pełnoplastycznymi figurami m.in. proroków starotestamentowych (większość figur obecnie w zbiorach Germanisches Nationalesmuseum w Norymberdze. 

### Parlerowie z Ulm
Na podstawie przekazów i materiałów źródłowych przyjmuje się, że jacyś członkowie rodu Parlerów, w tym dwu o imieniu Heinrich, pracowali ok. 1386–1387 w Ulm, przy budowie katedry.

### Heinrich Parler w Mediolanie
W dokumentach archiwalnych budowy katedry w Mediolanie w latach 1391–1392 figuruje Henryk, zwany „Niemiec”, „z Ulm”, „z Gmünd”. Jest to zapewne jeden z Henryków pracujących wcześniej w Ulm.

## Wybrane dzieła architektoniczne
- kościół Świętego Krzyża w Schwäbisch Gmünd
- Katedra Świętych Wita i Wacława w Pradze
- Most Karola w Pradze
- Kościół Świętego Sebalda w Norymberdze
- fara miejska w Ulm
- katedra Najświętszej Marii Panny we Fryburgu Bryzgowijskim
- katedra w Bazylei
- ratusz w Krakowie
- katedra Świętego Szczepana w Wiedniu